# Баб'я (гора)
Баб'я гора (словац. Babia Hora, пол. Babia Góra) — найвища (1 725 м) вершина в Західних Бескидах, на кордоні Польщі і Словаччини. Найпівнічніший пункт Словаччини.
Гора складена кристалічними породами і сланцями; льодовикові форми рельєфу. Букові і хвойні ліси, альпійські луки. На території Польщі — Національний парк Баб'я гора.